# Liste des quartiers de référence de Montréal
La liste des quartiers de référence en habitation de Montréal répertorie les 77 quartiers de référence établis par l'administration de la ville de Montréal à des fins de planification urbaine et d'analyse en matière d'habitation. Chaque quartier de référence forme un milieu de vie relativement homogène au niveau socio-économique. Cette division présente l'avantage d'incorporer l'ensemble du territoire de chaque arrondissement de la municipalité.
Le concept de quartier de référence et l'attribution de cette qualification pour certains quartiers est tributaire de l'administration de la ville de Montréal et ne constitue pas nécessairement une réalité sociologique. La majorité des appellations de ces quartiers de référence n'est pas dans l'usage de la population, qui ne l'utilise pas pour désigner chacun des territoires contenus dans ces quartiers de référence. 
| Code | Nom                           | Arrondissement                           | Population | Coordonnées                  |
| ---- | ----------------------------- | ---------------------------------------- | ---------- | ---------------------------- |
| 01   | Cartierville                  | Ahuntsic-Cartierville                    |            | 45° 31′ 54″ N, 73° 42′ 32″ O |
| 02   | Nouveau-Bordeaux              | Ahuntsic-Cartierville                    |            | 45° 32′ 48″ N, 73° 40′ 37″ O |
| 03   | Nicolas-Viel                  | Ahuntsic-Cartierville                    |            | 45° 32′ 35″ N, 73° 39′ 31″ O |
| 04   | Sault-au-Récollet             | Ahuntsic-Cartierville                    |            | 45° 33′ 34″ N, 73° 39′ 32″ O |
| 05   | Saint-Sulpice                 | Ahuntsic-Cartierville                    |            | 45° 33′ 16″ N, 73° 38′ 29″ O |
| 06   | La Visitation                 | Ahuntsic-Cartierville                    |            | 45° 34′ 30″ N, 73° 38′ 53″ O |
| 07   | Sainte-Lucie                  | Villeray–Saint-Michel–Parc-Extension     |            | 45° 34′ 00″ N, 73° 37′ 19″ O |
| 08   | René-Goupil                   | Villeray–Saint-Michel–Parc-Extension     |            | 45° 34′ 35″ N, 73° 36′ 57″ O |
| 09   | Gabriel-Sagard                | Villeray–Saint-Michel–Parc-Extension     |            | 45° 33′ 16″ N, 73° 36′ 27″ O |
| 10   | François-Perrault             | Villeray–Saint-Michel–Parc-Extension     |            | 45° 33′ 49″ N, 73° 35′ 45″ O |
| 11   | Parc-Extension                | Villeray–Saint-Michel–Parc-Extension     |            | 45° 31′ 38″ N, 73° 37′ 26″ O |
| 12   | Parc Jarry                    | Villeray–Saint-Michel–Parc-Extension     |            | 45° 32′ 20″ N, 73° 37′ 50″ O |
| 13   | Crémazie                      | Villeray–Saint-Michel–Parc-Extension     |            | 45° 32′ 45″ N, 73° 37′ 10″ O |
| 14   | Saint-Édouard                 | Rosemont–La Petite-Patrie                |            | 45° 31′ 56″ N, 73° 36′ 32″ O |
| 15   | Père-Marquette                | Rosemont–La Petite-Patrie                |            | 45° 32′ 21″ N, 73° 35′ 57″ O |
| 16   | Louis-Hébert                  | Rosemont–La Petite-Patrie                |            | 45° 32′ 47″ N, 73° 35′ 35″ O |
| 17   | Étienne-Desmarteau            | Rosemont–La Petite-Patrie                |            | 45° 33′ 18″ N, 73° 35′ 11″ O |
| 18   | Vieux-Rosemont                | Rosemont–La Petite-Patrie                |            | 45° 33′ 04″ N, 73° 34′ 23″ O |
| 19   | Petite-Côte                   | Rosemont–La Petite-Patrie                |            | 45° 32′ 36″ N, 73° 33′ 50″ O |
| 20   | Marie-Victorin                | Rosemont–La Petite-Patrie                |            | 45° 34′ 09″ N, 73° 33′ 59″ O |
| 21   | Louis-Riel                    | Mercier–Hochelaga-Maisonneuve            |            | 45° 35′ 11″ N, 73° 33′ 17″ O |
| 22   | Dupéré                        | Mercier–Hochelaga-Maisonneuve            |            | 45° 36′ 20″ N, 73° 32′ 03″ O |
| 23   | Tétreaultville                | Mercier–Hochelaga-Maisonneuve            |            | 45° 36′ 11″ N, 73° 31′ 31″ O |
| 24   | Beaurivage                    | Mercier–Hochelaga-Maisonneuve            |            | 45° 35′ 54″ N, 73° 30′ 51″ O |
| 25   | Guybourg                      | Mercier–Hochelaga-Maisonneuve            |            | 45° 34′ 43″ N, 73° 31′ 08″ O |
| 26   | Longue-Pointe                 | Mercier–Hochelaga-Maisonneuve            |            | 45° 35′ 00″ N, 73° 31′ 00″ O |
| 27   | Hochelaga                     | Mercier–Hochelaga-Maisonneuve            |            | 45° 32′ 38″ N, 73° 32′ 28″ O |
| 28   | Maisonneuve                   | Mercier–Hochelaga-Maisonneuve            |            | 45° 33′ 23″ N, 73° 32′ 24″ O |
| 29   | Préfontaine                   | Mercier–Hochelaga-Maisonneuve            |            | 45° 32′ 46″ N, 73° 32′ 53″ O |
| 30   | Sainte-Marie                  | Ville-Marie                              |            | 45° 30′ 42″ N, 73° 33′ 44″ O |
| 31   | Lorimier                      | Le Plateau-Mont-Royal                    |            | 45° 32′ 11″ N, 73° 34′ 05″ O |
| 32   | Parc-Lafontaine               | Le Plateau-Mont-Royal                    |            | 45° 31′ 31″ N, 73° 34′ 17″ O |
| 33   | Parc-Laurier                  | Le Plateau-Mont-Royal                    |            | 45° 31′ 52″ N, 73° 35′ 07″ O |
| 34   | Mile End                      | Le Plateau-Mont-Royal                    |            | 45° 31′ 30″ N, 73° 35′ 00″ O |
| 35   | Saint-Louis                   | Le Plateau-Mont-Royal                    |            | 45° 31′ 00″ N, 73° 34′ 42″ O |
| 36   | Milton Parc                   | Le Plateau-Mont-Royal                    |            | 45° 30′ 30″ N, 73° 34′ 29″ O |
| 37   | Vieux-Montréal                | Ville-Marie                              |            | 45° 30′ 04″ N, 73° 33′ 22″ O |
| 38   | René-Lévesque                 | Ville-Marie                              |            | 45° 30′ 24″ N, 73° 33′ 54″ O |
| 39   | De la Montagne                | Ville-Marie                              |            | 45° 30′ 08″ N, 73° 35′ 14″ O |
| 40   | Snowdon                       | Côte-des-Neiges–Notre-Dame-de-Grâce      |            | 45° 29′ 07″ N, 73° 37′ 40″ O |
| 41   | Édouard-Montpetit             | Côte-des-Neiges–Notre-Dame-de-Grâce      |            | 45° 30′ 03″ N, 73° 36′ 50″ O |
| 42   | Parc-Kent                     | Côte-des-Neiges–Notre-Dame-de-Grâce      |            | 45° 30′ 25″ N, 73° 37′ 49″ O |
| 43   | Savane                        | Côte-des-Neiges–Notre-Dame-de-Grâce      |            | 45° 29′ 50″ N, 73° 38′ 40″ O |
| 44   | Upper Lachine                 | Côte-des-Neiges–Notre-Dame-de-Grâce      |            | 45° 27′ 37″ N, 73° 37′ 13″ O |
| 45   | Loyola                        | Côte-des-Neiges–Notre-Dame-de-Grâce      |            | 45° 27′ 51″ N, 73° 38′ 38″ O |
| 46   | Côte-Saint-Antoine            | Côte-des-Neiges–Notre-Dame-de-Grâce      |            | 45° 28′ 25″ N, 73° 37′ 25″ O |
| 47   | Pointe-Saint-Charles          | Le Sud-Ouest                             |            | 45° 28′ 52″ N, 73° 33′ 11″ O |
| 48   | Côte-Saint-Paul               | Le Sud-Ouest                             |            | 45° 27′ 47″ N, 73° 35′ 47″ O |
| 49   | Ville-Émard                   | Le Sud-Ouest                             |            | 45° 27′ 21″ N, 73° 35′ 33″ O |
| 50   | Saint-Henri                   | Le Sud-Ouest                             |            | 45° 28′ 38″ N, 73° 35′ 11″ O |
| 51   | Petite-Bourgogne              | Le Sud-Ouest                             |            | 45° 29′ 10″ N, 73° 34′ 33″ O |
| 52   | Marc-Aurèle-Fortin            | Rivière-des-Prairies–Pointe-aux-Trembles |            | 45° 38′ 12″ N, 73° 35′ 20″ O |
| 53   | Pointe-aux-Trembles           | Rivière-des-Prairies–Pointe-aux-Trembles |            | 45° 38′ 32″ N, 73° 30′ 19″ O |
| 54   | Rivière-des-Prairies          | Rivière-des-Prairies–Pointe-aux-Trembles |            | 45° 39′ 25″ N, 73° 34′ 05″ O |
| 55   | Chameran/Montpellier          | Saint-Laurent                            |            | 45° 31′ 29″ N, 73° 40′ 17″ O |
| 56   | Grenet                        | Saint-Laurent                            |            | 45° 31′ 18″ N, 73° 41′ 35″ O |
| 57   | Dutrisac                      | Saint-Laurent                            |            | 45° 31′ 22″ N, 73° 41′ 08″ O |
| 58   | Bois-Francs                   | Saint-Laurent                            |            | 45° 30′ 46″ N, 73° 42′ 42″ O |
| 59   | Du Collège/Hodge              | Saint-Laurent                            |            | 45° 30′ 17″ N, 73° 40′ 37″ O |
| 60a  | Ouest                         | Montréal-Nord                            |            | 45° 35′ 09″ N, 73° 38′ 28″ O |
| 60b  | Centre-Nord                   | Montréal-Nord                            |            | 45° 36′ 31″ N, 73° 37′ 54″ O |
| 60c  | Centre                        | Montréal-Nord                            |            | 45° 35′ 50″ N, 73° 37′ 40″ O |
| 61   | Est                           | Montréal-Nord                            |            | 45° 37′ 06″ N, 73° 36′ 45″ O |
| 62   | Port-Maurice                  | Saint-Léonard                            |            | 45° 35′ 03″ N, 73° 36′ 19″ O |
| 63   | Grande-Prairie                | Saint-Léonard                            |            | 45° 35′ 40″ N, 73° 35′ 45″ O |
| 64   | Verdun-Centre                 | Verdun                                   |            | 45° 27′ 37″ N, 73° 34′ 18″ O |
| 65   | Île-des-Sœurs                 | Verdun                                   | 16 000     | 45° 27′ 40″ N, 73° 32′ 50″ O |
| 66   | Desmarchais-Crawford          | Verdun                                   |            | 45° 26′ 46″ N, 73° 34′ 54″ O |
| 67   | Cecil-P.-Newman               | LaSalle                                  |            | 45° 26′ 39″ N, 73° 36′ 51″ O |
| 68   | Sault-Saint-Louis             | LaSalle                                  |            | 45° 25′ 52″ N, 73° 35′ 51″ O |
| 69   | Lachine-Ouest                 | Lachine                                  |            | 45° 26′ 35″ N, 73° 42′ 29″ O |
| 70   | Vieux-Lachine                 | Lachine                                  |            | 45° 26′ 46″ N, 73° 40′ 28″ O |
| 71   | Pierrefonds-Ouest             | Pierrefonds-Roxboro                      |            | 45° 27′ 20″ N, 73° 53′ 47″ O |
| 72   | Pierrefonds-Est/Roxboro       | Pierrefonds-Roxboro                      |            | 45° 30′ 30″ N, 73° 48′ 56″ O |
| 73   | Anjou                         | Anjou                                    |            | 45° 36′ 00″ N, 73° 32′ 00″ O |
| 74   | Outremont                     | Outremont                                |            | 45° 29′ 15″ N, 73° 52′ 48″ O |
| 75   | L'Île-Bizard–Sainte-Geneviève | L'Île-Bizard–Sainte-Geneviève            |            | 45° 29′ 06″ N, 73° 51′ 53″ O |